# ArgoUML
ArgoUML ist ein in Java geschriebenes freies plattformunabhängiges UML-Werkzeug (CASE-Tool) zur Beschreibung, Modellierung und Simulation (Letzteres erst in einer künftigen Ausbaustufe) von (Software-) Systemen und zur Code-Generierung. Die Weiterentwicklung von ArgoUML leidet seit Jahren unter der geringen Zahl freiwilliger Entwickler. Dies mag der Grund gewesen sein, dass sich aus dem freien Software-Projekt ein kommerzielles Seiten-Projekt entwickelt hat. Die Firma Gentleware bietet unter der BSD-Lizenz eine kommerzielle Closed-Source-Version von ArgoUML an (Poseidon for UML).

## Eigenschaften von ArgoUML
Das Programm ist kompatibel zum UML-Standard Version 1.4, dessen Umfang jedoch nicht so groß ist wie der von Version 2. Grafisch erstellte Designs/Software-Architekturen (-Modelle) können in Programmcode für die gängigsten Programmiersprachen umgesetzt, sowie, umgekehrt, vorhandener Programmcode automatisch in ein grafisches Design/Software-Architektur (-Modell) rückübertragen werden (Reverse Engineering). Im Jahr 2005 wurde das Programm über eine halbe Million Mal heruntergeladen.

## Zur Code-Generierung unterstützte Sprachen
- Java
- C++
- C#
- PHP
- SQL